# 清川村立宮ヶ瀬小学校
清川村立宮ヶ瀬小学校（きよかわそんりつ みやがせしょうがっこう）は、神奈川県愛甲郡清川村宮ヶ瀬にある公立小学校。

## 沿革
- 1873年（明治6年）8月 - 宮ヶ瀬村内字北熊野神社に「第1大学 第29中学区 第71番小学 崇立館5支校 宮ヶ瀬学校」創立[1]。
- 1880年（明治13年）4月 - 「愛甲郡公立宮ヶ瀬学校」となる[1]。
- 1887年（明治20年）5月 - 「愛甲郡宮ヶ瀬村立宮ヶ瀬小学校」に改称[1]。
- 1918年（大正7年）7月 - 「宮ヶ瀬村立尋常高等小学校」に改称[1]。
- 1941年（昭和16年）4月 - 国民学校令により、「宮ヶ瀬国民学校」に改称[1]。
- 1947年（昭和22年）4月 - 学制改革により、「宮ヶ瀬村立宮ヶ瀬小学校」に改称[1]。
- 1956年（昭和31年）9月30日 - 宮ヶ瀬村と煤ヶ谷村が合併した清川村発足により、「清川村立宮ヶ瀬小学校」となる[1]。
- 1966年（昭和41年）3月11日 - 校歌制定[1]。
- 1973年（昭和48年）3月1日 - 創立100周年記念式典を挙行、校旗及びピアノ新調[1]。
- 1983年（昭和58年）- 1984年（昭和59年） - 宮ヶ瀬ダム建設による厚木市宮の里などへの転居のため、児童数が減少[1]。
- 1985年（昭和60年）3月24日 - 現在地（愛甲郡清川村宮ヶ瀬954-1）の新校舎起工式[1]。
- 1986年（昭和61年）1月27日 - 校舎竣工式[1]。
- 1991年（平成3年）8月 - グランド改修[1]。
- 1993年（平成5年）2月15日 - 飼育小屋新設[1]。
- 2014年（平成26年）10月 - 創立140周年記念誌発刊[1]。
- 2023年（令和5年）10月31日 - 清川村教育委員会は、定例会にて児童数減少などを要因として、令和6年4月から休校にする事を決定[2]。
- 2024年（令和6年）
  - 3月25日 - 休校式挙行。
  - 4月1日[2] - 休校。

## 児童数
2023年4月現在
| 学年 | 1年 | 2年 | 3年 | 4年 | 5年 | 6年 | 特別支援 | 合計 |
| ---- | --- | --- | --- | --- | --- | --- | -------- | ---- |
| 学級 | 0   | 0   | 0   | 1   | 0   | 1   | 0        | 1    |
| 児童 | 0   | 0   | 0   | 1   | 0   | 1   | 0        | 1    |

## 学校周辺
- 清川村立宮ヶ瀬中学校 - 主な進学先で、なおかつ同一敷地内。
- 神奈川県道64号伊勢原津久井線
- 熊野神社
- 宮ヶ瀬湖
- 親水池
  - 水の郷大つり橋
- 宮ヶ瀬湖畔園地

## アクセス
- 神奈川中央交通「厚20」・「厚21」の各系統で、「宮の平」バス停下車後、徒歩約355m・約5分。